# Puebla de los Ángeles (escultura)

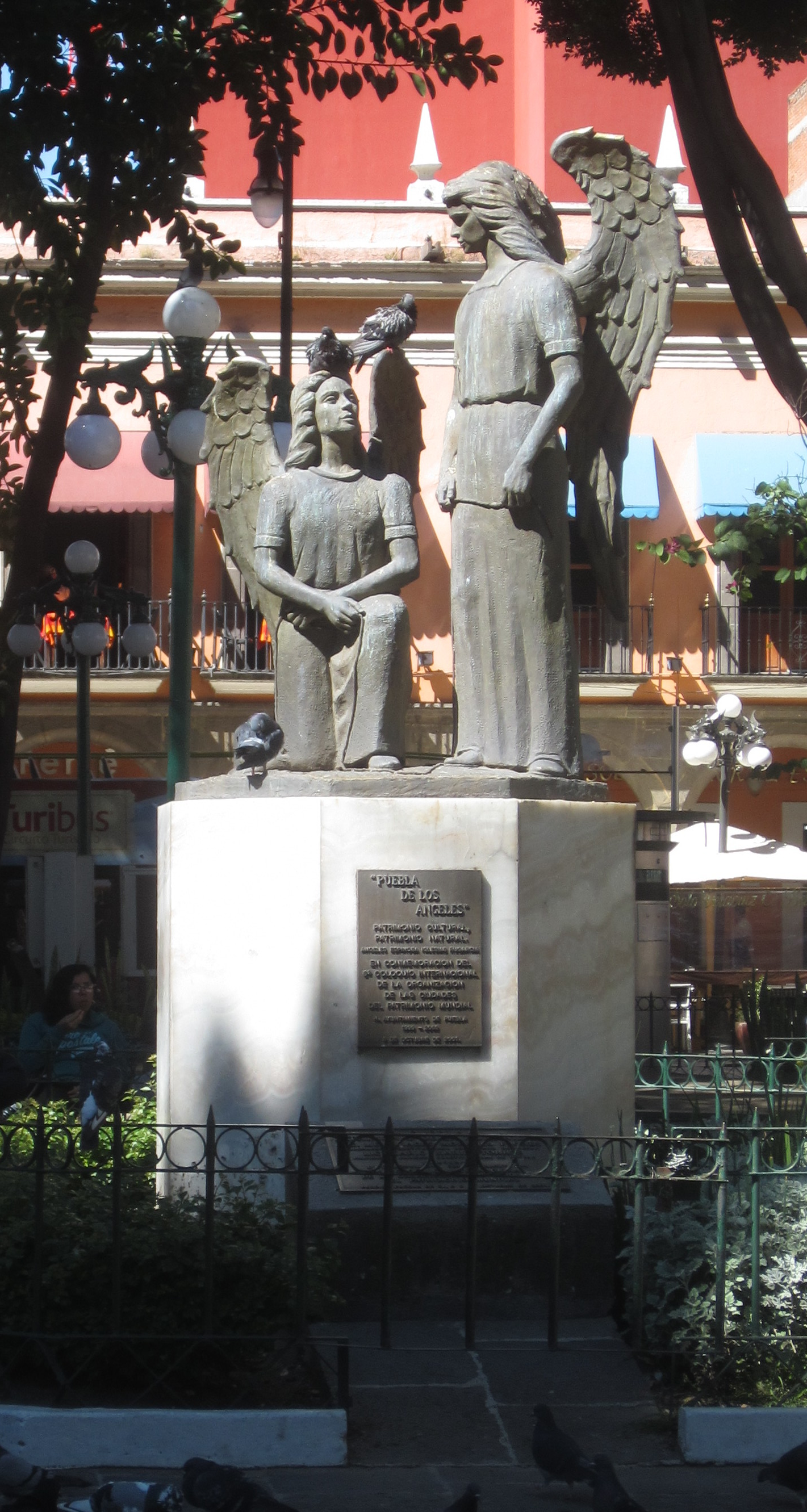
A escultura em 2018

Puebla de los Ángeles é uma escultura ao ar livre instalada no Zócalo, na cidade de Puebla, no estado mexicano de Puebla.  